# Belenois margaritacea
Belenois margaritacea är en fjärilsart som beskrevs av Sharpe 1891. Belenois margaritacea ingår i släktet Belenois och familjen vitfjärilar. Inga underarter finns listade i Catalogue of Life.

## Bildgalleri

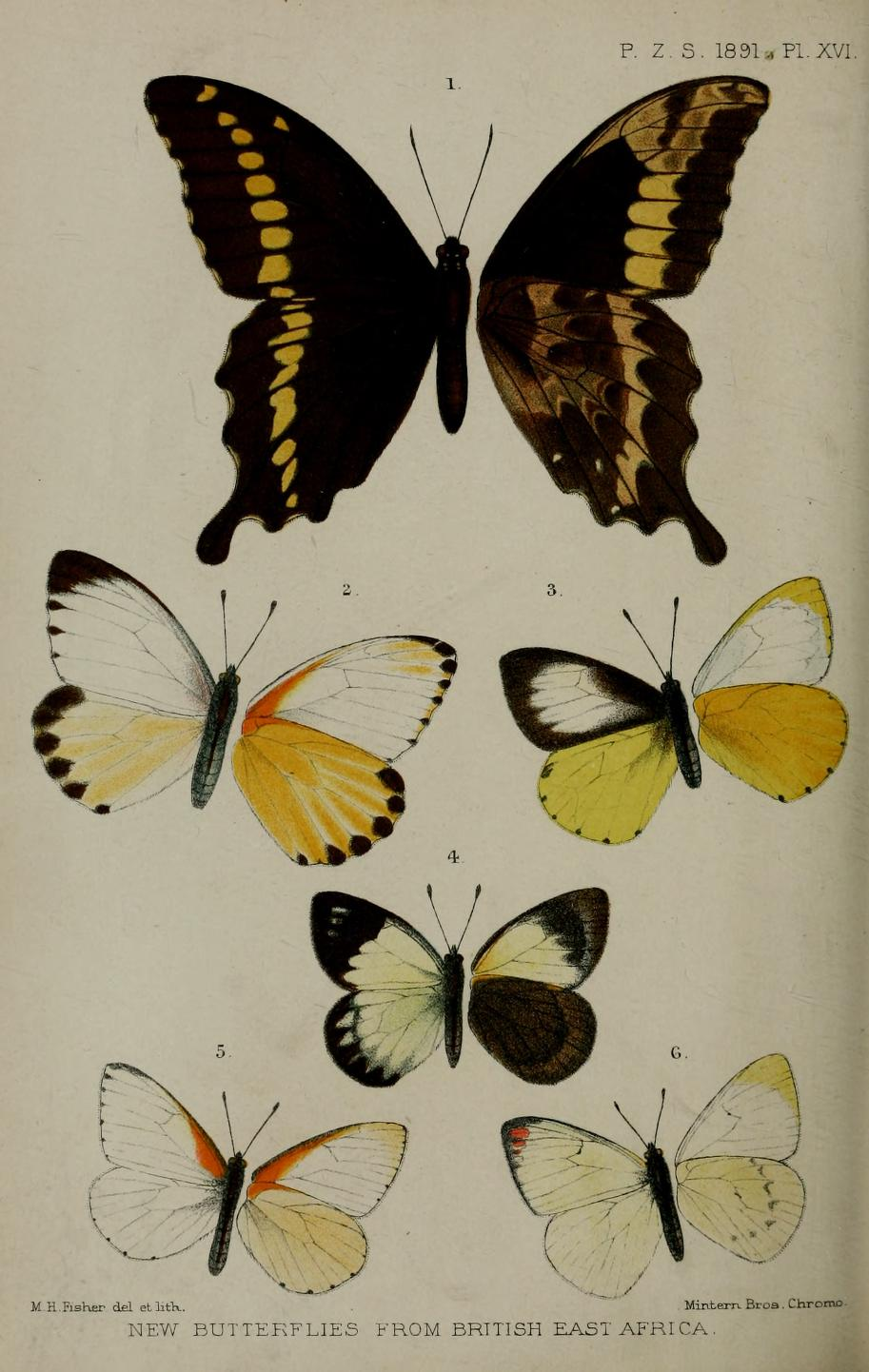